# Erdrutsche in Äthiopien 2024
Die Erdrutsche in Äthiopien ereigneten sich am 21 und 22. Juli 2024 in der Gofa Zone in der Region Südäthiopien. Mindestens 257 Menschen kamen nach Angaben von lokalen Behörden ums Leben. Zahlreiche wurden Stand 25. Juli noch vermisst, sodass von bis zu 500 Todesopfern ausgegangen wird. Die Erdrutsche waren das tödlichste derartige Ereignis in der Geschichte Äthiopiens.

## Ablauf
Nach schweren Regenfällen kam es am 21. Juli zu einem Erdrutsch in Gezei Gofa Woreda in Gofa Zone in der bergigen Region Südäthiopien. Während daraufhin am Morgen des 22. Juli versucht wurde Verschüttete zu retten, ereignete sich ein weiterer Erdrutsch, der eine hohe Zahl Opfer forderte. Insgesamt kam es zu mindestens drei Erdrutschen. Mindestens fünf Verschüttete konnten gerettet werden. Mindestens 12 Personen wurden verletzt. Mehr als 15.000 Menschen waren insgesamt betroffen.
Vier erste Lastwagen mit Hilfsgütern des Äthiopischen Roten Kreuzes erreichten den Unglücksort am 23. Juli. Die Such- und Rettungsaktionen erfolgen hauptsächlich „mit bloßen Händen“. Aufgrund der Gefahr weiterer Erdrutsche sind Evakuierungen geplant.

## Hintergrund
Die Regenfälle fielen in die von Juli bis September dauernde Regenzeit, während der es häufig zu Erdrutschen kommt. In der betroffenen Region ereignete sich bereits im Mai 2016 ein Erdrutsch bei dem mehr als 41 Menschen ums Leben kamen.